# Себе, Леннокс
Леннокс Лесли Вонгама Себе (коса Lennox Leslie Wongama Sebe; 26 июля 1926, Кинг-Уильямс-Таун, ЮАС — 23 июля 1994, ЮАР) — южноафриканский политик времён апартеида, президент бантустана Сискей в 1981—1990. Установил в Сискее диктаторский режим, проводил крайне правый политический курс. Свергнут в результате переворота.

## Агроном, учитель, министр
Родился в окрестностях Кинг-Уильямс-Тауна. Этнический коса. Окончил колледж в протестантской миссии Лавдейл, получил агрономическое образование. Работал школьным учителем, с 1954 — директор школы для африканцев. В 1968 был избран в орган территориального самоуправления бантустана Сискей, курировал вопросы образования и сельского хозяйства. Принадлежал к той части чернокожего населения ЮАР, которая признавала апартеид на условиях собственной интеграции в государственный аппарат.
При этом Леннокс Себе был сторонником независимой государственности коса в Сискее. Он основал сискейскую Партию национальной независимости. После конституирования Сискея как автономии в 1972 Себе возглавил местное правительство.

## Диктатор бантустана Сискей
4 декабря 1981 была провозглашена независимость Сискея от ЮАР. Президентский пост занял Леннокс Себе. В 1983 местный парламент утвердил Себе пожизненным главой государства.
Новое государство не получило никакого международного признания, кроме как со стороны ЮАР. Акт независимости (как и в случаях Транскея, Бопутатсваны и Венды) был расценён как «манёвры режима апартеида». Наблюдатели отмечали крайнюю сложность создания сискейской государственности в условиях экономической слабости и недовольства значительной части населения потерей гражданства ЮАР.
Леннокс Себе установил в Сискее диктаторские порядки. Были созданы вооружённые формирования численностью в тысячу человек. Разведку и тайную полицию возглавил брат президента, убеждённый антикоммунист Чарльз Себе, бывший офицер полиции безопасности ЮАР. Элитным подразделением боевиков командовал сын президента Кване Себе. Спецслужба Чарльза Себе тесно сотрудничала с госбезопасностью ЮАР в борьбе с АНК и ЮАКП.
Оппозиция в Сискее жёстко подавлялась. Советская пресса сравнивала режим Себе с гаитянским дювальеризмом, а сискейские силы безопасности — с тонтон-макутами и сальвадорскими «эскадронами смерти».
В августе 1983 Себе подавил протесты профсоюза транспортников. Запретив действовавшие профсоюзы, Себе пытался создавать подконтрольные властям рабочие организации. Тогда же были арестованы Чарльз Себе, обвинённый в заговоре и руководстве подпольной организацией, и вице-президент Вильсон Ксаба. Другой брат президента, Намба Себе, под угрозой ареста бежал в Транскей.

## Вражда с братом
В сентябре 1986 группа белых наёмников-коммандос атаковала тюрьму и освободила Чарльза Себе. В тот же день был похищен в казино и увезён в Транскей Кване Себе.
Чарльз Себе обосновался в Транскее и собрал группу оппозиционных эмигрантов. Кване Себе был освобождён только после того, как Леннокс Себе обменял на него нескольких политзаключённых. Отношения между двумя бантустана коса — Сискеем и Транскеем — отличались крайней враждебностью.
В феврале 1987 было совершено нападение на дом Леннокса Себе в Бишо. Охране удалось отбить атаку. Власти Сискея и наблюдатели связали эту акцию с Транскеем и Чарльзом Себе.

## Власть и политика
В целом политический курс Себе основывался на традиционном консерватизме с антикоммунистическим и христианско-националистическим уклоном в риторике. Режим удерживался у власти в основном благодаря поддержке властей ЮАР. Себе попытался также наладить связи с Израилем, открыл торговое представительство в Тель-Авиве. Бишо и Ариэль стали городами-побратимами. Особо тесные связи установились с движением Гуш Эмуним. Однако получить от Израиля официальное признание независимости Сискея не удалось.
Себе был первым африканским правителем, санкционировавшим открытие телестанции протестантской сети Ти-Би-Эн.
С середины 1980-х Леннокс Себе радикализировал свои выступления в отношении властей Претории.

## Свержение
4 марта 1990 командующий вооружёнными силами Сискея Оупа Гцгозо совершил бескровный переворот и отстранил от власти президента Себе. Сам Леннокс Себе в это время находился на Тайване проездом в Гонконг.
Свержение Себе было с ликованием встречено сискейцами, хотя Гцгозо не выдвигал каких-то концептуальных альтернатив прежнему курсу. Правительство ЮАР признало новую администрацию Сискея. Леннокс Себе был обвинён в коррупции и нарушениях прав человека.
Скончался Леннокс Себе в июле 1994, на фоне окончательной ликвидации системы апартеида.

## Семейные судьбы
Чарльз Себе продолжал борьбу за власть в Сискее, пытался свергнуть режим Оупа Гцгозо и был убит в январе 1991. Кване Себе был приговорён к 21 году тюремного заключения за насильственное подавление оппозиции при правлении его отца.
Между членами семьи Леннокса Себе — вдовой Нотембиле, братом Намбой, сыном Кване — долгое время шли судьбные тяжбы за наследование имущества.

## Интересные факты
- Колледж миссии Лавдейл окончили, наряду с Ленноксом Себе, многие известные деятели, в том числе правозащитник Стив Бико (он был также земляком Себе) и король Свазиленда Собхуза II.
- Леннокс Себе увлекался спортом, был капитаном команды регбистов, отлично играл в крикет.
- В 1979 Леннокс Себе получил научную степень почётного доктора Университета Форт-Хэйр.